# Galgenberg (Wetterau)
Der Galgenberg ist ein Berg in der westlichen Wetterau im hessischen Wetteraukreis.

## Geographie
Der Galgenberg ist 232,8 Meter hoch und liegt 1 km nordwestlich der Ortslage von Ober-Mörlen nahe Bad Nauheim im Naturraum Mörlener Bucht im Naturschutzgebiet Magertriften von Ober-Mörlen und Ostheim. Der Westhang des Berges wird durch den Fauerbach begrenzt.

## Natur
Die südöstlichen, südlichen und südwestlichen Hänge des Galgenberges bilden einen Lebensraumkomplex aus Streuobstwiesen, Magerrasenresten, extensiv genutzten Weideflächen, Gehölzen sowie Laub- und Nadelwaldbeständen. Den Galgenberg aufwärts werden die Böden immer ärmer bis hin zu submediterranen Halbtrockenrasen mit extrem niedrigem Pflanzenwuchs wie Kreuzblumen, Färber-Ginster und Kleiner Sauerampfer.
Das Gestein des Menhirs von Ober-Mörlen stammt vom Galgenberg.